# Ross 248
Ross 248, o HH Andromedae nella nomenclatura delle stelle variabili, è una stella distante dal Sole 10,32 anni luce, situata nella costellazione di Andromeda, a sud di λ Andromedae in prossimità di κ Andromedae e ι Andromedae. È una stella troppo debole per poter essere vista ad occhio nudo, infatti ha una magnitudine apparente di +12,29 e una magnitudine assoluta di 14,8. Fu scoperta nel 1925 da Frank Elmore Ross.

## Caratteristiche fisiche
Si tratta di una nana rossa con classe spettrale compresa tra M5,5 e M4,9Ve. I suoi parametri fisici non sono noti con certezza:  la massa dovrebbe essere compresa tra il 7% e il 25% della massa solare, il raggio tra il 7% e il 17% di quello solare, la luminosita è circa 10 000 volte inferiore a quella del sole. È una stella variabile con due periodi primari di variabilità di 4,2 anni e di 4 mesi e cinque altri periodi secondari compresi tra 60 e 291 giorni. Questa variabilità potrebbe dipendere da una stella o un pianeta non ancora individuato.
In passato si ipotizzò la presenza di un compagno con un periodo orbitale di otto anni. Tuttavia già verso la fine degli anni ottanta, utilizzando una misurazione multipla di spostamento Doppler verso il rosso si escludeva la possibilità di oggetti di almeno 20 MJ e localizzato entro le 10 au (1,496 miliardi di chilometri). Anche le più recenti ricerche con il Telescopio spaziale Hubble non hanno trovato evidenza di oggetti di tipo gioviano o di nane brune.

## Distanza dal sole
Ross 248 tra circa 36000 anni sarà la stella più vicina al Sole, quando raggiungerà la distanza di 2,845 anni luce dalla Terra, e rimarrà la stella più vicina per 6500 anni, prima di riallontanarsi e cedere nuovamente il passo a Proxima Centauri. Tra circa 40 000 anni invece, la sonda Voyager 2 transiterà ad appena 1,7 anni luce da Ross 248.